# Volo Southwest Airlines 1455
Il volo Southwest Airlines 1455 era un volo di linea statunitense dall'Aeroporto Internazionale di Las Vegas-McCarran a Las Vegas, Nevada, all'aeroporto di Burbank-Glendale-Pasadena a Burbank, California, che uscì di pista durante l'atterraggio il 5 marzo 2000. L'aereo, un Boeing 737-3T5, numero di registrazione N668SW, si fermò in una strada cittadina adiacente a una stazione di servizio. Il National Transportation Safety Board scoprì che l'incidente era dovuto ai piloti che tentavano di atterrare a una velocità eccessiva. Si scoprì anche che il controllore del traffico aereo li portò su una rotta di attesa dalla quale la loro unica opzione era girare in tondo. Due dei passeggeri sono rimasti gravemente feriti e ci sono stati molti feriti lievi. A seguito dell'incidente, l'aeroporto installò un Engineered Materials Arrestor System (EMAS) all'estremità est della pista dell'incidente. Dati i gravi danni subiti l'aereo è stato ritirato, rendendo l'incidente la decima perdita per scafo di un Boeing 737-300. Questo è stato il primo incidente grave nei 29 anni di storia della compagnia aerea.

## L'aereo e l'equipaggio
L'aereo era un Boeing 737-3T5 con un'età di 15 anni (numero di registrazione N668SW). Questo particolare 737 era uno dei più vecchi velivoli della flotta della Southwest, essendo stato originariamente costruito per Orion Airways nel 1984. L'aereo era alimentato da due motori turboventola CFM International CFM56-3B1.
Il comandante era il 52enne Howard Peterson, in servizio per la Southwest Airlines dal 1988 e aveva accumulato 11.000 ore di volo, incluse 9.870 ore sul Boeing 737. Il primo ufficiale era Jeffrey D. Erwin, 43 anni, nella Southwest dal 1995 e con un'esperienza di 5.032 ore di volo, di cui 2.522 sul Boeing 737.
Peterson aveva prestato servizio come pilota nella United States Air Force, l'aeronautica statunitense, dal 1970 al 1975. Dopo il ritiro lavorò come pilota alla United Airlines dal 1975 al 1977, passando alla Wien Air Alaska dal 1977 al 1979, alla Coleman Air Transport dal 1979 al 1980, e all'EG&G dal 1980 al 1988. Anche il copilota Erwin aveva servito nell'aeronautica, dal 1983 al 1995.

## L'incidente
Il volo 1455 partì dall'aeroporto internazionale McCarran (LAS), Las Vegas, alle 16:50, con più di 2 ore di ritardo rispetto all'orario previsto a causa del maltempo nell'area. Alle 18:04:02, quando l'aereo si trovava a 19 miglia nautiche (35 km) a nord del marker esterno BUR, il controllore di avvicinamento istruì l'aereo a mantenere una velocità di 230 nodi (430 km/h; 260 mph) o superiore fino a nuovo avviso. Successivamente il controllore informò il comandante Peterson di posizionare l'aereo nel percorso di avvicinamento tra altri due voli. Quest'ultimo prese atto delle istruzioni.
Alle 18:04:42 il primo ufficiale Erwin informò il capitano che la velocità necessaria per l'atterraggio sarebbe stata di 138 nodi (256 km/h). Questo valore era basato sulle procedure standard del Southwest Airlines Flight Operations Manual (FOM). Alle 18:05:13 Peterson disse al suo primo ufficiale che il controllore del traffico aereo aveva ordinato loro di rimanere a 230 nodi (430 km/h; 260 mph) o più "per un po'".
Alle 18:05:54 il controllore consentì al volo 1455 di scendere a 5.000 piedi (1.500 m), e alle 18:07 autorizzò l'aereo a scendere a 3.000 piedi (900 m). Il minuto seguente il controllore comunica ai piloti di effettuare un avvicinamento visivo alla pista 8 con una restrizione per rimanere a 3000 piedi o sopra il livello medio del mare fino a superare il radiofaro VOR di Van Nuys. Questo ausilio alla navigazione si trova a circa 6 miglia (10 km) dalla pista. I dati radar suggeriscono che il volo ha iniziato la sua discesa da 3.000 piedi (910 m) a circa 4 miglia (6 km) dalla pista.
Secondo l'Aeronautical Information Manual, sezione 4-4-12f, questa autorizzazione di avvicinamento cancellava automaticamente qualsiasi assegnazione di velocità precedente. Secondo il rapporto finale dell'incidente, le condizioni del traffico non garantivano più l'assegnazione della velocità dopo che il controllore aveva autorizzato il volo per scendere a 3.000 piedi (910 m), ma il controllore non aveva annullato verbalmente l'assegnazione della velocità.
Le procedure della Southwest Airlines ordinano al pilota di non volare effettuando chiamate di altitudine a 1000, 500, 400, 300, 200, 100, 50, 30 e 10 piedi (3,0 m). Inoltre, le chiamate sono necessarie se alcuni parametri non sono soddisfatti, in questo caso la velocità di volo e il tasso di caduta. Alle 18:09:32, un minuto e tredici secondi dopo l'autorizzazione di avvicinamento, e a 3.000 piedi (910 m) di altitudine, il comandante iniziò a rallentare l'aereo dispiegando i flap.

Un Boeing 737-300 della Southwest Airlines simile all'aereo coinvolto.

Alle 18:10:24 il sistema di allarme di prossimità al suolo (GPWS) inizia ad emettere un avviso di "tasso di caduta" nell'abitacolo. L'aereo stava scendendo con un angolo di 7 gradi, quando l'angolo di discesa per la maggior parte degli aerei che atterrano su quella pista era di 3 o 4 gradi. Entrambi i piloti hanno ignorato gli allarmi. Alle 18:10:44 il sistema di allarme nella cabina di pilotaggio inizia a suonare, al quale però Peterson rispose con "va tutto bene".
Dopo l'incidente il comandante ha dichiarato che sapeva quando l'aereo avrebbe superato i 500 piedi (150 m), che non era "nello slot", il che significa che le condizioni per un atterraggio sicuro non erano state soddisfatte, in questo caso a causa di una velocità eccessiva. Il comandante ha inoltre dichiarato di aver capito che se non fosse stato "nello slot" le procedure avrebbero richiesto una manovra di riattaccata per abortire l'atterraggio. Non è riuscito a spiegare perché non avesse eseguito una riattaccata. Allo stesso modo, il primo ufficiale Erwin ha indicato dopo l'incidente di essere consapevole che non erano "nello slot", ma disse che credeva che il suo superiore stesse prendendo delle misure correttive.
Il Boeing atterrò sulla pista bagnata a 44 nodi (81 km/h; 51 mph) oltre la velocità prevista. Inoltre, è atterrato a 2.150 piedi (660 m) dalla soglia della pista, 650 piedi (200 m) oltre il raggio di 1.000-1.500 piedi (300–460 m) stabilito dal manuale della Southwest Airlines. Il comandante schierò gli inversori di spinta e poi lui e il primo ufficiale azionarono i freni manuali, ma secondo i successivi risultati dell'NTSB in quelle condizioni anche la massima frenata non avrebbe impedito all'aereo di superare la fine della pista.
Impossibilitato a fermarsi in tempo, il 737 superò la fine della pista 8. "L'aereo è atterrato a circa 182 nodi (337 km/h; 209 mph) e circa 20 secondi dopo, a circa 32 nodi (59 km/h; 37 mph), si è scontrato con una recinzione metallica anti-esplosione e un muro perimetrale dell'aeroporto." Finalmente si fermò sulla Hollywood Way, una strada cittadina a quattro corsie, vicino a una stazione di servizio Chevron. La sezione del muso e il carrello di atterraggio anteriore sono stati tranciati, ma per il resto la fusoliera è rimasta intatta e non vi è stato alcun ferito nell'area della cabina. Tuttavia il Boeing 737 aveva subito dei danni strutturali così gravi che è stato successivamente demolito.
Il registratore vocale della cabina di pilotaggio ha registrato il momento in cui Peterson osserva: "Bene, ecco che la mia carriera è finita", pochi istanti dopo l'incidente.

## L'indagine
L'NTSB concluse che la probabile causa dell'incidente era l'eccessiva velocità di volo e l'angolo ripido del percorso di planata (7 gradi, in contrasto con i 3 gradi normalmente utilizzati sia per gli avvicinamenti visivi che per quelli strumentali) e il fallimento dell'equipaggio di annullare l'avvicinamento quando non erano state soddisfatte le condizioni per un avvicinamento e un atterraggio stabili. L'azione del controllore di volo è stata elencata come un fattore che contribuì all'incidente: "A contribuire all'incidente è stato il posizionamento dell'aereo da parte del controllore in modo tale da non lasciare opzioni sicure per i piloti se non una manovra di riattaccata."
Mesi dopo, i due piloti furono licenziati a causa di questo incidente e Southwest Airlines ammise che le loro azioni erano da considerarsi negligenti.
A quel tempo, un portavoce della Southwest lo definì "il peggior incidente" nella storia della compagnia aerea. Degli esperti di sicurezza aerea e piloti hanno suggerito che l'incidente fosse un esempio di una situazione in cui "avvicinamenti rapidi, ripidi e non stabilizzati" sono pericolosi e di quanto siano inadeguati i margini di sicurezza attorno alle piste di Burbank (così come aeroporti simili).
La stazione di servizio contro cui l'aereo si era quasi schiantato è stata successivamente chiusa e demolita per motivi di sicurezza. Il lotto è diventato uno spazio verde dedicato.

## Feriti
Delle 142 persone a bordo 2 passeggeri hanno riportato ferite gravi, 41 passeggeri e il capitano sono rimasti feriti lievemente, e 94 passeggeri, 3 assistenti di volo e il primo ufficiale risultarono illesi. L'aereo ha subito ingenti danni esterni e alcuni danni interni alla cabina passeggeri.
Il 737 colpì un veicolo sulla Hollywood Way, bloccando il cofano del veicolo sotto l'aereo. Tuttavia i due occupanti del veicolo (l'autista e la figlia di quattro anni) non sono rimasti feriti. Non sono stati riportati altri infortuni.
Durante la sequenza dell'incidente, lo scivolo di fuga della porta di servizio anteriore (1R) si è gonfiato all'interno dell'aereo, il carrello anteriore è crollato, e il doppio sedile anteriore riservato agli assistenti di volo, occupato da due assistenti di volo, è parzialmente crollato.
Lo scivolo d'emergenza gonfiato ha bloccato entrambe le porte anteriori dall'utilizzo per evacuare l'aereo e ha impedito a due assistenti di volo seduti sul sedile anteriore di assistere all'evacuazione. Non si è verificato alcun incendio, ma se ci fosse stato questo scivolo malfunzionante avrebbe drammaticamente influenzato la sopravvivenza degli occupanti. Come risultato di questo evento l'NTSB ha emesso una raccomandazione di sicurezza per sostituire le staffe del fermo del coperchio scorrevole sui compartimenti scorrevoli anteriori di tutti i vecchi modelli di Boeing 737 ed installarne di più moderne sui modelli successivi.

## Successive misure di sicurezza
Come per la pista 4R/22L dell'aeroporto nazionale di Little Rock, luogo dell'incidente di uscita di pista del volo American Airlines 1420, la pista 8/26 di Burbank era esente dallo standard di sicurezza della pista di 300 m. L'NTSB ha citato questo incidente in una raccomandazione per l'installazione del sistema di arresto dei materiali ingegnerizzati (EMAS) negli aeroporti in cui non è possibile stabilire l'area di sicurezza della pista (RSA) di 1.000 piedi (300 m). In seguito a questo incidente all'aeroporto di Burbank è stato installato un EMAS da 4 milioni di dollari USA.
Venerdì 13 ottobre 2006 l'EMAS di Burbank ha fermato un jet privato senza feriti o danni agli aerei.
Il 6 dicembre 2018 ha fermato un 737-700 (N752SW) della Southwest, con 117 persone a bordo. Non ci sono stati feriti e l'aereo non è rimasto danneggiato.

## Controversia con la città di Burbank
I funzionari della città di Burbank chiesero alla Southwest Airlines di pagare la bolletta di $ 40.000 per i servizi, inclusi gli straordinari per agenti di polizia e vigili del fuoco, relativi all'incidente del 5 marzo 2000. Southwest si rifiutò di pagare affermando che la compagnia aerea aveva diritto ai servizi di emergenza poiché pagava le tasse alla città.